# Škurinjska Draga
Škurinjska Draga (italienska: Valscurigne) är ett lokalnämndsområde i Rijeka i Kroatien. Tillsammans med lokalnämndsområdet Škurinje bildar Škurinjska Draga vad som vanligtvis i folkmun kallas för stadsdelen Škurinje.  

## Geografi
Škurinjska Draga gränsar till lokalnämndsområdena Brajda-Dolac och Belveder söder, Banderovo och Podmurvice i öster, Škurinje och Drenova i norr, Brašćine-Pulac i öster och Kozala i sydöst.

## Anläggningar och byggnader (urval)
- Škurinjes grundskola